# The Adventure of Faustus Bidgood
Pour plus de détails, voir Fiche technique et Distribution.
The Adventure of Faustus Bidgood est un film canadien réalisé par Andy Jones et Michael Jones (en), et sorti en 1986.

## Fiche technique
- Réalisation : Andy Jones et Michael Jones
- Scénario :  Andy Jones et Michael Jones
- Durée : 110 minutes
- Musique : Robert Joy, Pamela Morgan, Paul Steffler

## Distribution
- Andy Jones : Faustus Bidgood
- Greg Malone : Vasily Bogdanovittch Shagoff
- Robert Joy : Eddie Peddle
- Brian Downey : Fred Bonia-Coombs
- Maisie Rillie : Phillys Meaney
- Mary Walsh : Heady Nolan
- Beni Malone : Henry Harry
- Tommy Sexton : Frank Dollar
- Cathy Jones : Margaret May Stackdeck
- Judy Parsons : Ina Fudge
- Mary Whitten : Mrs. Benson
- Bryan Hennessey : Uncle Henry Penny
- Nelson Porter : Premier Jonathan Moon
- Bas Jamieson : Claude Squires
- Gerry Curnew : Claude Hickman
- Jane Dingle : Mary Bidgood
- Eddy Butler
- Laura Dobbin
- Roger Stoodley

## Récompenses et distinctions
Nominations
- Le film a été nommé à trois reprises lors des Genie Awards[1]